# قائمة معدات القوات المسلحة (مصر)
فيما يلي قائمة بعض أسلحة الجيش المصري.

## أسلحة المشاة

### الأسلحة الخفيفة
| الاسم                   | الصورة          | بلد الأصل                       | الطراز              | العيار          | ملاحظات                                                                                               |
| الأسلحة الخفيفة         | الأسلحة الخفيفة | الأسلحة الخفيفة                 | الأسلحة الخفيفة     | الأسلحة الخفيفة | الأسلحة الخفيفة                                                                                       |
| مسدس نصف آلي            | مسدس نصف آلي    | مسدس نصف آلي                    | مسدس نصف آلي        | مسدس نصف آلي    | مسدس نصف آلي                                                                                          |
| ----------------------- | --------------- | ------------------------------- | ------------------- | --------------- | --- |
| Colt M1911              |                 | الولايات المتحدة                | مسدس نصف آلي        | 0.45 APC        | |
| Browning Hi-Power       |                 | بلجيكا                          | مسدس نصف آلي        | 9X19mm          | |
| توكاريفTT-33            |                 | الاتحاد السوفيتي · مصر          | مسدس نصف آلي        | 7.62X25mm       | |
| Glock 17                |                 | النمسا                          | مسدس نصف آلي        | 9X19mm          | |
| Helwan                  |                 | إيطاليا · مصر                   | مسدس نصف آلي        | 9X19mm          | |
| P226                    |                 | سويسرا                          | مسدس نصف آلي        | 9X19mm          | |
| HK USP                  |                 | ألمانيا                         | مسدس نصف آلي        | 9x19 mm         | |
| Helwan 920              |                 | إيطاليا · مصر                   | مسدس نصف آلي        | 9X19 mm         | |
| مسدس رشاش               |                 |                                 |                     |                 | |
| إم بي 5                 |                 | ألمانيا                         | مسدس رشاش           | 9X19 mm         | |
| UMP                     |                 | ألمانيا                         | مسدس رشاش           | ACP             | |
| Beretta ARX160          |                 | إيطاليا                         | بندقية هجومية       | 7.62X39mm       | |
| Beretta AR70/90         |                 | إيطاليا                         | بندقية هجومية       | 5.56X45 mm      | |
| سيج أس جي 550           |                 | سويسرا                          | كاربين              | 5.56x45 mm      | |
| إيه كيه-47 (AKA: MISR)  |                 | الاتحاد السوفيتي · مصر          | بندقية هجومية       | 7.62X39mm       | |
| إيه كيه إم (AKM: Maadi) |                 | الاتحاد السوفيتي · مصر          | بندقية هجومية       | 7.62X39 mm      | النسخة الأصلية من بندقية AKM السوفيتية. تم إنتاجه بترخيص من شركة المعادي للصناعات الهندسية (مصنع 54). |
| آر بي كي                |                 | الاتحاد السوفيتي                | مدفع رشاش خفيف      | 7.62X39 mm      | |
| PK/PKM/PKMS             |                 | الاتحاد السوفيتي                | رشاش متعدد الأغراض  | 7.62X54 mm      | |
| M60E4                   |                 | الولايات المتحدة                | رشاش متعدد الأغراض  | 7.62X51 mm      | Also known as Mk43                                                                                    |
| إف إن ماج               |                 | بلجيكا · مصر                    | رشاش متعدد الأغراض  | 7.62X51 mm      | Produced locally under license (See إف إن ماج page)                                                   |
| إس جي-43 غوريونوف       |                 | الاتحاد السوفيتي · بولندا · مصر | مدفع رشاش متوسط     | 7.62x54mm       | |
| حلوان 920               |                 | مصر                             | رشاش متعدد الأغراض  | 7.62X51 mm      | [ 6 ]                                                                                                 |
| دوشكا                   |                 | الاتحاد السوفيتي                | مدفع رشاش ثقيل      | 12.7X108 mm     | |
| NSV                     |                 | روسيا                           | مدفع رشاش ثقيل      | 12.7X108 mm     | Used by تي-80 crews                                                                                   |
| M2HB                    |                 | الولايات المتحدة                | مدفع رشاش ثقيل      | 12.7X99 mm      | |
| KPV                     |                 | الاتحاد السوفيتي                | مدفع رشاش ثقيل      | 14.5X114 mm     | See KPV page                                                                                          |
| Dragunov SVD            |                 | الاتحاد السوفيتي                | بندقية قنص          | 7.62X54 mm      | |
| PSG1                    |                 | ألمانيا                         | بندقية قنص          | 7.62X51 mm      | |
| M40A3                   |                 | الولايات المتحدة                | بندقية قنص          | 7.62X51 mm      | |
| M82                     |                 | الولايات المتحدة                | بندقية مضادة للعتاد | .50 caliber     | |
| MK19                    |                 | الولايات المتحدة · مصر          | قاذفة قنابل         | 40X53 mm        | Manufactured locally.                                                                                 |
| Maadi GL ‏               |                 | الولايات المتحدة · مصر          | قاذفة قنابل         | 40X46 mm        | Manufactured locally                                                                                  |
| M79                     |                 | الولايات المتحدة                | قاذفة قنابل         | 40X46 mm        | |

### الصواريخ والمضادة للدروع

#### بنادق عديمة الارتداد
| الاسم | الصور | بلد الاصل        | العدد     | ملاحظات |
| ----- | ----- | ---------------- | --------- | ------- |
| M40   |       | الولايات المتحدة | غير معروف | 105 mm  |
| SPG-  |       | الاتحاد السوفيتي | 3000+     | 73 mm   |
| B-10  |       | الاتحاد السوفيتي | 1600      | 82 mm   |
| B-11  |       | الاتحاد السوفيتي | 1800      | 107 mm  |

#### أنظمة مضادة للدروع
| الاسم                 | الصور              | بلد الاصل              | العدد              | ملاحظات                                                                                           |
| أنظمة مضادة للدروع    | أنظمة مضادة للدروع | أنظمة مضادة للدروع     | أنظمة مضادة للدروع | أنظمة مضادة للدروع                                                                                |
| --------------------- | ------------------ | ---------------------- | ------------------ | ------------------------------------------------------------------------------------------------- |
| آر بي جي 7            |                    | مصر                    | 179,000+ units     | صناعة محلية                                                                                       |
| لاو إم 72             |                    | الولايات المتحدة       | 5,000 units        |                                                                                                   |
| الصاروخ ميلان         |                    | فرنسا                  | 220+ units         | wire-guided anti-armor missile system                                                             |
| سوينق فاير            |                    | المملكة المتحدة · مصر  | 260+ units         | wire-guided anti-armor missile system (locally made)                                              |
| بي جي إم-71 تاو       |                    | الولايات المتحدة · مصر | 500+ 450 missiles  | wire-guided anti-armor missile system (810 + 575 units)(locally made)                             |
| إيه جي إم-114 هيلفاير |                    | الولايات المتحدة       | غير معروف          | 107 mm                                                                                            |
| AT-1 Snapper          |                    | الاتحاد السوفيتي       | غير معروف          | wire-guided anti-tank missile system.                                                             |
| AT-2 Swatter          |                    | الاتحاد السوفيتي       | غير معروف          | radio command Anti-tank missile.                                                                  |
| ماليوتكا              |                    | الاتحاد السوفيتي       | غير معروف          | wire-guided anti-tank guided missile system.                                                      |
| 9م113 كونكورس         |                    | الاتحاد السوفيتي       | غير معروف          | wire-guided anti-tank missile, mounted on Fahd armoured personnel carriers purchased in the 1990s |
| 9إم133 كورنت          |                    | روسيا                  | غير معروف          | anti-tank guided missile (ATGM)                                                                   |
| اتش جي -8             |                    | الصين · مصر            | غير معروف          | النسخة المنتجة محليا اسمها أهرام                                                                  |

#### نظام الدفاع الجوي المحمول
| الاسم                     | الصور                     | بلد الاصل                 | العدد                     | ملاحظات                                                            |
| نظام الدفاع الجوي المحمول | نظام الدفاع الجوي المحمول | نظام الدفاع الجوي المحمول | نظام الدفاع الجوي المحمول | نظام الدفاع الجوي المحمول                                          |
| ------------------------- | ------------------------- | ------------------------- | ------------------------- | ------------------------------------------------------------------ |
| إستريلا 2                 |                           | مصر                       | 2,500+                    | Egyptian modified version of the إستريلا 2 MANPAD short range SAM. |
| ستينغر                    |                           | الولايات المتحدة          | 1,800+                    | MANPAD short range SAM                                             |
| إيغلا                     |                           | الاتحاد السوفيتي          | 600+                      | MANPAD short range SAM                                             |

## المركبات القتالية
| صورة                         | العتاد                 | بلد الاصل/الشراء                          | في الخدمة              | ملاحظات |
| دبابات القتال الرئيسية       | دبابات القتال الرئيسية | دبابات القتال الرئيسية                    | دبابات القتال الرئيسية | دبابات القتال الرئيسية |
| ---------------------------- | ---------------------- | ----------------------------------------- | ---------------------- | --- |
| إم1 أبرامز                   |                        | الولايات المتحدة · مصر                    | 1,130                  | محلي الصنع |
| إم-60 باتون                  |                        | الولايات المتحدة · ألمانيا الغربية        | 1700                   | تم رفع مستوى 1000 دبابة إلى ام 60 2000 وهي نسخة مطورة لها برج الابرامز ومدفع 120 مم ودرع للجنازير ومحرك جديد ودروع تفاعلية حديثة |
| تي-62                        |                        | الاتحاد السوفيتي · تشيكوسلوفاكيا · مصر    | 600                    | |
| تي-55                        |                        | الاتحاد السوفيتي · بولندا · مصر           | 340                    | |
| رمسيس 2                      |                        | مصر                                       | 425                    | محلي الصنع |
| مركبات المشاة القتالية       |                        |                                           |                        | |
| YPR-765 PRI                  |                        | الولايات المتحدة · بلجيكا · هولندا        | 1,030                  | |
| EIFV                         |                        | الولايات المتحدة مصر                      |                        | هي تطوير للمركبة إم113 وتعتمد على إطالة البدن مع تركيب برج المركبة البرادلي المتوازن بمدفع 25مم وقاذف للصواريخ (تو) مضاد للدروع  |
| SIFV                         |                        | الولايات المتحدة · مصر                    | 800                    | هي تطوير للمركبة إم113 مع تركيب برج فرد واحد مزود بالمدفع المتوازن 25مم بوش ماستر                                                |
| فهد 280-30                   |                        | مصر                                       | 635                    | محلي الصنع |
| بي إم بي-1                   |                        | الاتحاد السوفيتي · تشيكوسلوفاكيا          | 220                    | |
| سينا 200                     |                        | مصر                                       |                        | مركبة مشاة قتالية مدرعة تصميم وانتاج مصري خالص، دخلت الإنتاج الكمي لأول مرة في العام 2021                                        |
| ناقلات الجنود المدرعة        |                        |                                           |                        | |
| فهد 240                      |                        | مصر                                       | 765                    | محلي الصنع |
| إم-113                       |                        | الولايات المتحدة · مصر                    | 2,447                  | |
| بي تي أر-40                  |                        | الاتحاد السوفيتي                          | 200                    | |
| بي تي أر-50                  |                        | الاتحاد السوفيتي                          | 200                    | |
| بي تي أر-60                  |                        | الاتحاد السوفيتي                          | 220                    | |
| بي تي أر-152                 |                        | الاتحاد السوفيتي                          | 200                    | |
| أو تي-62 توباس               |                        | تشيكوسلوفاكيا · بولندا · أوكرانيا         | 250                    | |
| أو تي-64 سكوت                |                        | تشيكوسلوفاكيا · بولندا                    | 300                    | |
| بي إم آر-600                 |                        | إسبانيا                                   | 260                    | |
| وليد                         |                        | الهيئة العربية للتصنيع                    | 650                    | محلي الصنع |
| مدرعات برمائية               |                        |                                           |                        | |
| كي-61                        |                        | الاتحاد السوفيتي                          | 180                    | |
| بي تي إس                     |                        | الاتحاد السوفيتي                          | 350                    | |
| المدرعات المضادة للدبابات    |                        |                                           |                        | |
| M901A3                       |                        | الولايات المتحدة                          | 52                     | |
| YPR-765 PRAT                 |                        | الولايات المتحدة · النرويج                | 290                    | |
| عربات استطلاع مدرعة          |                        |                                           |                        | |
| M981 FISTV                   |                        | الولايات المتحدة                          | 72                     | |
| RG-32M                       |                        | جنوب أفريقيا                              | 180                    | |
| بي أر دي إم-2                |                        | الاتحاد السوفيتي · بولندا                 | 300                    | |
| V150 Commando                |                        | الولايات المتحدة                          | 180                    | |
| Cadillac Gage Commando Scout |                        | الولايات المتحدة                          | 112                    | |
| عربات المشاة المدرعة         |                        |                                           |                        | |
| هامفي                        |                        | الولايات المتحدة · الهيئة العربية للتصنيع | 3890+                  | |
| إم 1114                      |                        | الولايات المتحدة                          | 375                    | |
| إم 1043                      |                        | الولايات المتحدة                          | 350                    | |
| تايجر قادر-120               |                        | إيطاليا · مصر                             | 650                    | محلي الصنع |
| قادر-320                     |                        | ألمانيا · مصر                             | 820                    | محلي الصنع |
| Hotspur HUSSARD              |                        | المملكة المتحدة · أيرلندا الشمالية · مصر  | 110                    | |
| Renault Sherpa 2             |                        | فرنسا                                     | 18                     | Order placed in 2011. |
| ريفا في                      |                        | جنوب أفريقيا                              | غير معروف              | |
| Panthera T6                  |                        | الإمارات العربية المتحدة                  | غير معروف              | |
| REVA III ‏                    |                        | جنوب أفريقيا                              | N/A                    | |
| متعددة المهام                |                        |                                           |                        | |
| تمساح 1                      |                        | مصر                                       |                        | |
| تمساح 2                      |                        | مصر                                       |                        | |
| تمساح 3                      |                        | مصر                                       |                        | |
| تمساح 4                      |                        | مصر                                       |                        | |
| تمساح ٥                      |                        | مصر                                       |                        | |
| إس تي-500                    |                        | مصر                                       |                        | |
| اس تي-100                    |                        | مصر                                       |                        | |
| الدعم الميداني               |                        |                                           |                        | |
| إم-577                       |                        | الولايات المتحدة                          | 280                    | |
| إم-548                       |                        | الولايات المتحدة                          | 275                    | |
| إم-992                       |                        | الولايات المتحدة                          | 250                    | |
| لوجستية                      |                        |                                           |                        | |
| إم-728                       |                        | الولايات المتحدة                          | 72                     | |
| إم 88-أي 2                   |                        | الولايات المتحدة · مصر                    | 126                    | دبابة النجدة إم 88-أي 2 (هرقل) هي نظم النجدة والأصلاح المناسب لمركبات القتال والدبابات التي يصل وزنها حتى 70 طن                  |
| بي تي إس -4 أي               |                        | الاتحاد السوفيتي                          | 52                     | |
| بي آر إي إم -1               |                        | الاتحاد السوفيتي                          | 36                     | |
| إم-578                       |                        | الولايات المتحدة                          | 48                     | |
| إم-579                       |                        | الولايات المتحدة                          | 72                     | |
| YPR-806 prbrg                |                        | الولايات المتحدة                          | 38                     | |
| فهد                          |                        | مصر                                       | 124                    | |
| إم-984                       |                        | الولايات المتحدة                          | 210                    | |
| MDK-2M                       |                        | الاتحاد السوفيتي                          | 48                     | |
| PZM-2                        |                        | أوكرانيا                                  | 36                     | |
| BAT-2                        |                        | الاتحاد السوفيتي                          | 72                     | |
| إم-9                         |                        | الولايات المتحدة                          | 120                    | |
| كاتربيلر دي 9                |                        | شركة كاتربيلر                             | 250                    | |
| كاتربيلر دي 7                |                        | شركة كاتربيلر                             | 240                    | |
| كاتربيلر 930 جي              |                        | شركة كاتربيلر                             | 270                    | |

## القوات الجوية
| الطائرات                        | صورة          | بلد الأصل                  | النوع                                                                                        | الطراز                      | في الخدمة                         | ملاحظات |
| طائرات مقاتلة                   | طائرات مقاتلة | طائرات مقاتلة              | طائرات مقاتلة                                                                                | طائرات مقاتلة               | طائرات مقاتلة                     | طائرات مقاتلة |
| ------------------------------- | ------------- | -------------------------- | -------------------------------------------------------------------------------------------- | --------------------------- | --------------------------------- | --- |
| إف-16 فايتنج فالكون             |               | الولايات المتحدة           | مقاتلة متعددة المهام                                                                         | المجموع C D                 | 228 178 50                        | تم تسليم 228 طائرة (46 تم تصنيعهم في تركيا) واخر صفقة لـ 20 طائرة بلوك 52 تم تسليمها جميعا. |
| داسو رافال                      |               | فرنسا                      | مقاتلة متعددة المهام                                                                         | المجموع B C                 | +24 16 8                          | تم تسليم جميع المقاتلات، وتم التعاقد على شراء ٣٠ مقاتلة اضافية ليصبح المجموع ٥٤ مقاتلة |
| ميج- 35                         |               | روسيا                      | مقاتلة متعددة المهام                                                                         | المجموع B C                 | +46 23 23                         | تم تسليم جميع المقاتلات |
| داسو ميراج 2000                 |               | فرنسا                      | طائرة تدريب لاعداد الطيارين [الإنجليزية] مقاتلة متعددة المهام                                | المجموع EM BM               | 18 15 3                           | من بين 20 من تسليمها، من المٌحتمل التعقود على مقاتلة ميراج 2000-9 من الإمارات العربية المتحدة. صفقة أخرى مع دولة الإمارات العربية المتحدة لبيع 36 ميراج 2000-9 من القوات الجوية الإماراتية لاستكمال القائمة 18 طائرات ميراج 2000 EM / BM التي تعمل في مصر. |
| داسو ميراج 5                    |               | فرنسا                      | طائرة تدريب لاعداد الطيارين [الإنجليزية] طائرة اعتراضية مقاتلة متعددة المهام طائرة استطلاعية | المحموع E2 SDE SDR SDD      | 82 {\displaystyle {\Big \}}} 76 6 | من أصل ما مجموعه 82 تم تسليمها. |
| ميكويان جيروفيتش ميج-21         |               | الاتحاد السوفيتي           | مقاتلة متعددة المهام طائرة اعتراضية طائرة استطلاعية طائرة تدريب لاعداد الطيارين [الإنجليزية] | المجموع MF PFM R UM         | 56 35 12 6 3                      | من أصل أكثر من 490 تم تسليمها. ترقية مع الكترونيات الطيران البريطانية ومسلحة بأسلحة روسية وغربية مختلطة. وتجري مفاوضات مع روسيا لستبدلها من طراز ميكويان ميج-29 م 2 والتي من شأنها أن تحل محلها.                                                          |
| شينج دو جا - 7                  |               | الصين                      | طائرة اعتراضية مقاتلة متعددة المهام                                                          | المجموع B M                 | 57 28 29                          | من أصل 150 تم تسليمها. |
| قاذفات قنابل                    |               |                            |                                                                                              |                             |                                   | |
| إف-4 فانتوم الثانية             |               | الولايات المتحدة           | طائرة مقاتلة قاذفة قنابل                                                                     | E                           | 32                                | من بين 46 تم تسليمهاً، تم إدخالها المخازن بحالة جيدة ومطورة. |
| دعم جوي قريب                    |               |                            |                                                                                              |                             |                                   | |
| ألفا جت                         |               | فرنسا · مصر                | هجوم خفيف تدريب                                                                              | MS2                         | 14                                | تصنع بترخيص الهيئة العربية للتصنيع. مدرج في القائمة أيضا كمدرب. |
| إير تراكتور ات-802              |               | الولايات المتحدة           | استطلاع المسلحة / دورية                                                                      |                             | 12                                | مرسلة كهدية من دولة الإمارات العربية المتحدة إلى القوات الجوية المصرية للعمل الحدود المسلحة / دورية |
| طائرة تدريب                     |               |                            |                                                                                              |                             |                                   | |
| ألفا جت                         |               | فرنسا · مصر                | هجوم خفيف تدريب                                                                              | المجموع E(MS1) MS2          | 54 40 14                          | تصنع بترخيص الهيئة العربية للتصنيع. مدرج في القائمة أيضا كمدرب. ياكوفليف ياك-130. |
| إيه إم بى 312                   |               | البرازيل · مصر             | تدريب اساسي                                                                                  | A                           | 54                                | بنيت بموجب ترخيص الهيئة العربية للتصنيع، من اصل 134 تم تصنيعها؛ 80 سلمت إلى العراق. |
| قروب جي 115                     |               | ألمانيا                    | تدريب ابتدائي                                                                                | E                           | 74                                | |
| كاه-8 هونج دو                   |               | الصين · باكستان · مصر      | تدريب متقدم                                                                                  | E                           | 120                               | 110 تم التصنيع بترخيص من قبل الهيئة العربية للتصنيع. |
| آرو إل-39 ألباتروس              |               | تشيكوسلوفاكيا              | تدريب متقدم                                                                                  | ZO                          | 10                                | خرج من الخدمة في القوات الجوية الليبية. |
| إل-59 سوبر ألباتروس             |               | تشيكوسلوفاكيا              | مكافحة التمرد [الإنجليزية] هجوم خفيف                                                         | E                           | 47                                | من أصل 48 تم تسليمها. |
| او إتش-12                       |               | الولايات المتحدة           | تدريب روتاري                                                                                 | E                           | 17                                | من أصل 18 تم تسليمها. |
| ز-142س                          |               | تشيكوسلوفاكيا              | تدريب رئيسي                                                                                  | C                           | 48                                | |
| طائرة شحن                       |               |                            |                                                                                              |                             |                                   | |
| أنتونوف أن-74                   |               | أوكرانيا                   | نقل عسكري                                                                                    | T-200A/TK-200A              | 13                                | |
| بيتش كرافت 1900                 |               | الولايات المتحدة           | طائرة دورية طائرة استخبارية                                                                  | المجموع C C                 | 8 4 4                             | |
| سي-130 هيركوليز                 |               | الولايات المتحدة           | طائرة نقل عسكري حرب إلكترونية طائرة استخبارية                                                | المجموع H H30 EC130H        | 26 22 2 2                         | تم تسليم 30 طائرة. 4 قد فقدت، بما في ذلك واحد خلال العملية قبرص. |
| إيادس كاسا سي-295               |               | إسبانيا                    | طائرة نقل عسكري                                                                              | المجموع M                   | 20 9+3+8                          | 3 تحت الطلب كان التسليم أول يوم في 23 سبتمبر عام 2011 مع البقية عام 2011 |
| دي إتش سي - 5                   |               | كندا                       | طائرة نقل عسكري تدريب ملاحي                                                                  | المجموع D D                 | 9 5 4                             | |
| بيتشكرافت سوبر كينج إير         |               | الولايات المتحدة           |                                                                                              | 200                         | 1                                 | |
| مروحية                          |               |                            |                                                                                              |                             |                                   | |
| بوينغ سي إتش-47 شينوك           |               | إيطاليا · الولايات المتحدة | تدريب ملاحي دعم هجومي [الإنجليزية]                                                           | المجموع D D                 | 18 4 14                           | عقد جديد لشراء 6 طائرات CH-47D اضافية قيد التسليم. |
| كامان إس إتش-2جي سوبر سي سبرايت |               | الولايات المتحدة           | مضادة للغواصات                                                                               | G/E                         | 13                                | الإلكتروني والملاحة ترقية لمتطلبات "القوات البحرية المصرية". |
| ميل مي-8                        |               | الاتحاد السوفيتي           | دعم هجومي [الإنجليزية]/حربي حربي قيادة حرب إلكترونية استطلاعية إخلاء طبي مراقبة [الإنجليزية] | المجموع T TVK PPA MV R MB K | 42 16 10 3 4 3 2                  | من أكثر من 140 اجر تسليمها، بعضها تم استبدالها من طرز مي 17 هوب. |
| ميل مي-17                       |               | روسيا                      | دعم هجومي [الإنجليزية]                                                                       | H                           | 51                                | بما في ذلك 24 وحدة تم التعاقد عليه في عام 2009 وسلمت في عام 2010. |
| إيه إتش-64 أباتشي               |               | الولايات المتحدة           | مروحية هجومية                                                                                | D                           | 47                                | يجري حاليا تحديث الأسطول الحالي و10 إضافية يجري تسليم انغبو AH-64D. |
| يو إتش-60 بلاك هوك              |               | الولايات المتحدة           | دعم هجومي [الإنجليزية] عملية البحث والإنقاذ دعم هجومي [الإنجليزية]                           | المجموع A M M               | 30 22 4 4                         | |
| سي كينغ                         |               | المملكة المتحدة            | مضادة للغواصات                                                                               | Mk.47                       | 6                                 | البديل المصري من نموذج HAS.2 البريطاني. |
| كوماندو                         |               | المملكة المتحدة            | دعم هجومي [الإنجليزية] دعم هجومي [الإنجليزية] حرب إلكترونية                                  | المجموع Mk.1 Mk.2 Mk.2E     | 23 2 17 4                         | تم تسليم مجموعة 28، 2 Mk.2B الإصدار أزيحت كنقل كبار الشخصيات من الأسطول الرئاسي. |
| إيروسباسيال غازيل               |               | الاتحاد الأوروبي/ مصر      | طائرة دورية معركة استطلاعية مروحية هجومية                                                    | المجموع K L M               | 84 9 40 35                        | من أصل 108 تم تصنيعها بترخيص بالشركة العربية البريطانية للمروحيات. |
| أغستاوستلاند إيه دبليو 109      |               | إيطاليا                    | إسعاف جوي                                                                                    |                             | 3                                 | الإخلاء الطبي الجوي. |
| أغستاوستلاند إيه دبليو 139      |               | إيطاليا · الولايات المتحدة | عملية البحث والإنقاذ                                                                         |                             | 2                                 | بحث والإنقاذ. |
| طائرة دون طيار                  |               |                            |                                                                                              |                             |                                   | |
| أنكا                            |               | تركيا                      | طائرة بدون طيار متوسطة الارتفاع طويلة التحمل                                                 |                             | 10                                | أمر. |
| تيليدين ريان سكراب              |               | الولايات المتحدة           | طائرة استطلاع                                                                                |                             | 52                                | من بين 56 تم تسليمها. |
| ر فور ي-50 سكي يي [الإنجليزية]  |               | المملكة المتحدة            | طائرة استطلاع                                                                                |                             | 48                                | |
| كامكوبتر                        |               | النمسا                     | مروحية طائرة استطلاع                                                                         |                             | 4                                 | |
| ايشينك ا س ن-209 [الإنجليزية]   |               | مصر                        | طائرة استطلاع                                                                                |                             | 21                                | المنتجة محلياً بموجب ترخيص بنسبة 99.5 في المائة المنتجة محلياً |
|                                 | قادر          | مصر                        | طائرة استطلاع الهدف بدون طيار                                                                |                             | غير معروف                         | |
| ميكيت بانشي [الإنجليزية]        |               | المملكة المتحدة            | الهدف بدون طيار                                                                              |                             | غير معروف                         | |
| مكا-107 سترياكير [الإنجليزية]   |               | الولايات المتحدة           | الهدف بدون طيار                                                                              |                             | غير معروف                         | |
| ليبان م3 [الإنجليزية]           |               | الأرجنتين · مصر            | طائرة استطلاع                                                                                |                             | غير معروف                         | اشتريت في عام 2007 والمنتجة محليا بموجب ترخيص |
| يارارا [الإنجليزية]             |               | الأرجنتين · مصر            | طائرة استطلاع                                                                                |                             | غير معروف                         | اشتريت في عام 2007 والمنتجة محليا بموجب ترخيص |
| نوسترومو كابوري [الإنجليزية]    |               | الأرجنتين · مصر            | طائرة استطلاع                                                                                |                             | غير معروف                         | اشتريت في عام 2007 والمنتجة محليا بموجب ترخيص |
| نظام الإنذار المبكر والتحكم     |               |                            |                                                                                              |                             |                                   | |
| إي - 2 هوك آي                   |               | الولايات المتحدة           | نظام الإنذار المبكر والتحكم                                                                  | C HE2K                      | 8                                 | ترقية مصر لطائراتها E-2C إلى طائرات هوك 2000. |

## الدفاع الجوي
| المنظومة                  | صورة     | بلد الأصل              | في الخدمة | ملاحظات                                           |
| دفاع جوي                  | دفاع جوي | دفاع جوي               | دفاع جوي  | دفاع جوي                                          |
| ------------------------- | -------- | ---------------------- | --------- | ------------------------------------------------- |
| إس 300 في إم              |          | روسيا                  | 4         | دفاع جوي استراتيجي.                               |
| بوك إم 1-2 / سام 11       |          | روسيا                  | غير معروف | دفاع جوي متوسط المدى.                             |
| بوك إم 2 / سام 17         |          | روسيا                  | غير معروف | دفاع جوي متوسط المدى.                             |
| تور إم 1                  |          | روسيا                  | 16        | نظام صاروخي مضاد للطائرات ذاتي الحركة قصير المدى. |
| تور إم 2                  |          | روسيا                  | غير معروف | نظام صاروخي مضاد للطائرات ذاتي الحركة قصير المدى. |
| كروتال                    |          | فرنسا                  | غير معروف | دفاع جوي متوسط المدى.                             |
| بيتشورا 2 ام              |          | الاتحاد السوفيتي       | غير معروف | دفاع جوي متوسط المدى.                             |
| سام 2                     |          | الاتحاد السوفيتي       | غير معروف | دفاع جوي متوسط المدى.                             |
| طيار الصباح               |          | مصر · الاتحاد السوفيتي | غير معروف | دفاع جوي متوسط المدى.                             |
| سام 6                     |          | الاتحاد السوفيتي       | 56        | دفاع جوي متوسط المدى.                             |
| إستريلا 2                 |          | الاتحاد السوفيتي       | 2,500+    | دفاع جوي صاروخي محمول على الكتف من نوع أرض - جو.  |
| إستريلا 1 [الإنجليزية]    |          | الاتحاد السوفيتي       | 20        | دفاع جوي متوسط المدى.                             |
| صاروخ إيغلا               |          | الاتحاد السوفيتي       | 600+      | دفاع جوي صاروخي محمول على الكتف من نوع أرض - جو.  |
| زي أس يو-23-4 شيلكا       |          | الاتحاد السوفيتي       | غير معروف | مدفع مضاد للطائرات ذاتي الحركة.                   |
| ز س و-57-2 [الإنجليزية]   |          | الاتحاد السوفيتي       | غير معروف |                                                   |
| نيل 23 [الإنجليزية]       |          | مصر · الاتحاد السوفيتي | غير معروف |                                                   |
| سينا 23 [الإنجليزية]      |          | مصر · الاتحاد السوفيتي | غير معروف |                                                   |
| ز ب و [الإنجليزية]        |          | الاتحاد السوفيتي       | غير معروف |                                                   |
| م35/59 براجا [الإنجليزية] |          | تشيكوسلوفاكيا          | غير معروف |                                                   |
| إم آي إم-23 هوك           |          | الولايات المتحدة       | غير معروف | دفاع جوي متوسط المدى.                             |
| شاباريل إم آي إم-72       |          | الولايات المتحدة       | غير معروف | دفاع جوي متوسط المدى.                             |
| أفينجر                    |          | الولايات المتحدة       | غير معروف | دفاع جوي قصير المدى.                              |
| سلامرام                   |          | الولايات المتحدة       | غير معروف | [ 33 ]                                            |
| م163 فادس [الإنجليزية]    |          | الولايات المتحدة       | 108       |                                                   |
| ستينغر                    |          | الولايات المتحدة       | 1,800+    | دفاع جوي صاروخي محمول على الكتف من نوع أرض - جو.  |
| أمون                      |          | مصر                    | غير معروف | دفاع جوي صاروخي.                                  |

### مستقبل الدفاع الجوي
| المنظومة        | صورة     | بلد الأصل | في الخدمة | ملاحظات |
| دفاع جوي        | دفاع جوي | دفاع جوي  | دفاع جوي  | دفاع جوي |
| --------------- | -------- | --------- | --------- | --- |
| أس - 400 ترايمف |          | روسيا     | غير معروف | دفاع جوي بعيد المدى، وقد أعربت مصر عن رغبتها في شراء منظومة أس - 400 ترايمف.                                   |
| بانتسير-اس1     |          | روسيا     | غير معروف | نظام دفاع جوي ارض-جو قصير ومتوسط المدى، هناك إمكانية أكيدة للتعاقد على البانتسر إس 1 لحماية منصات إس 300 في إم |

## معرض صور

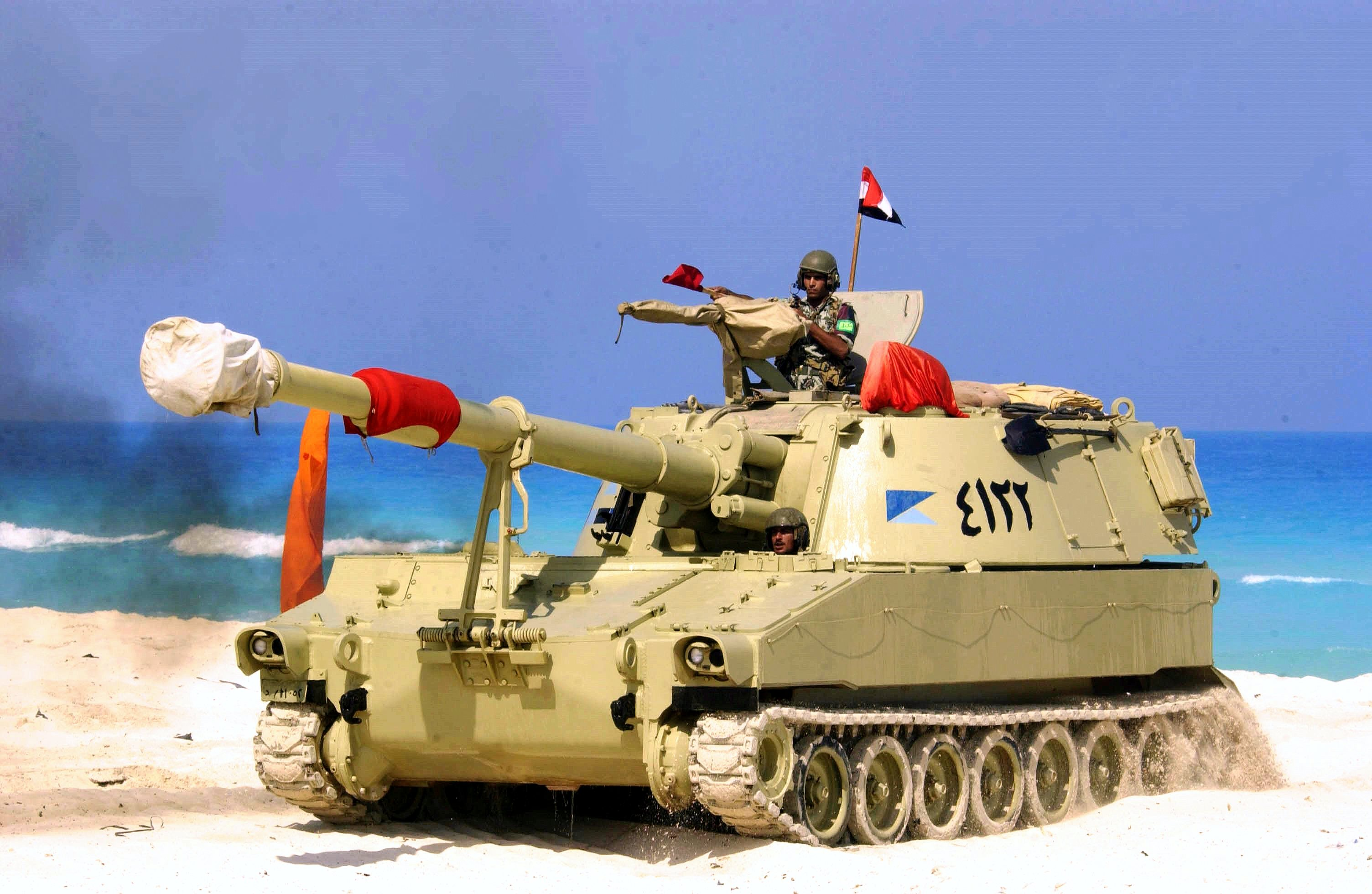
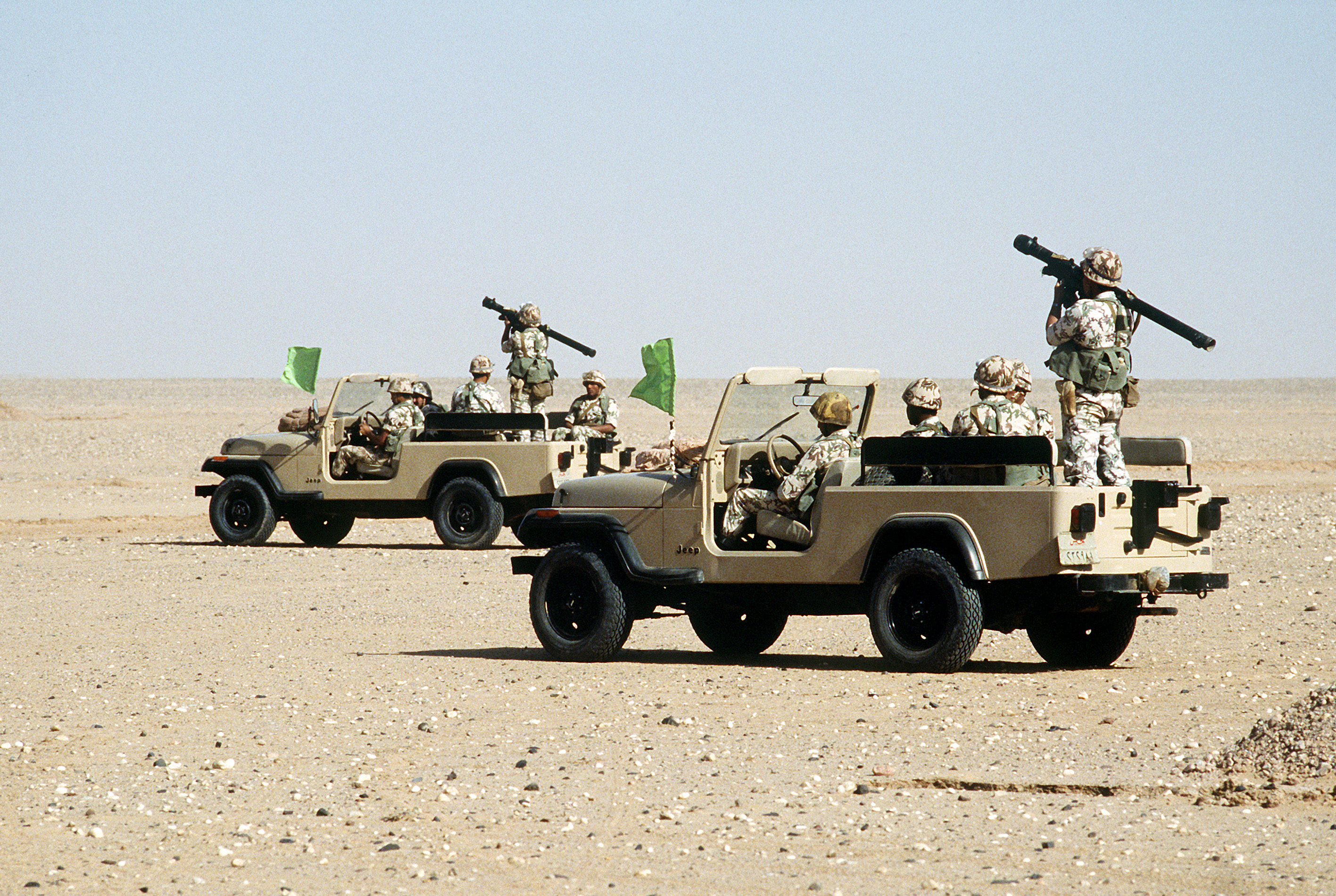
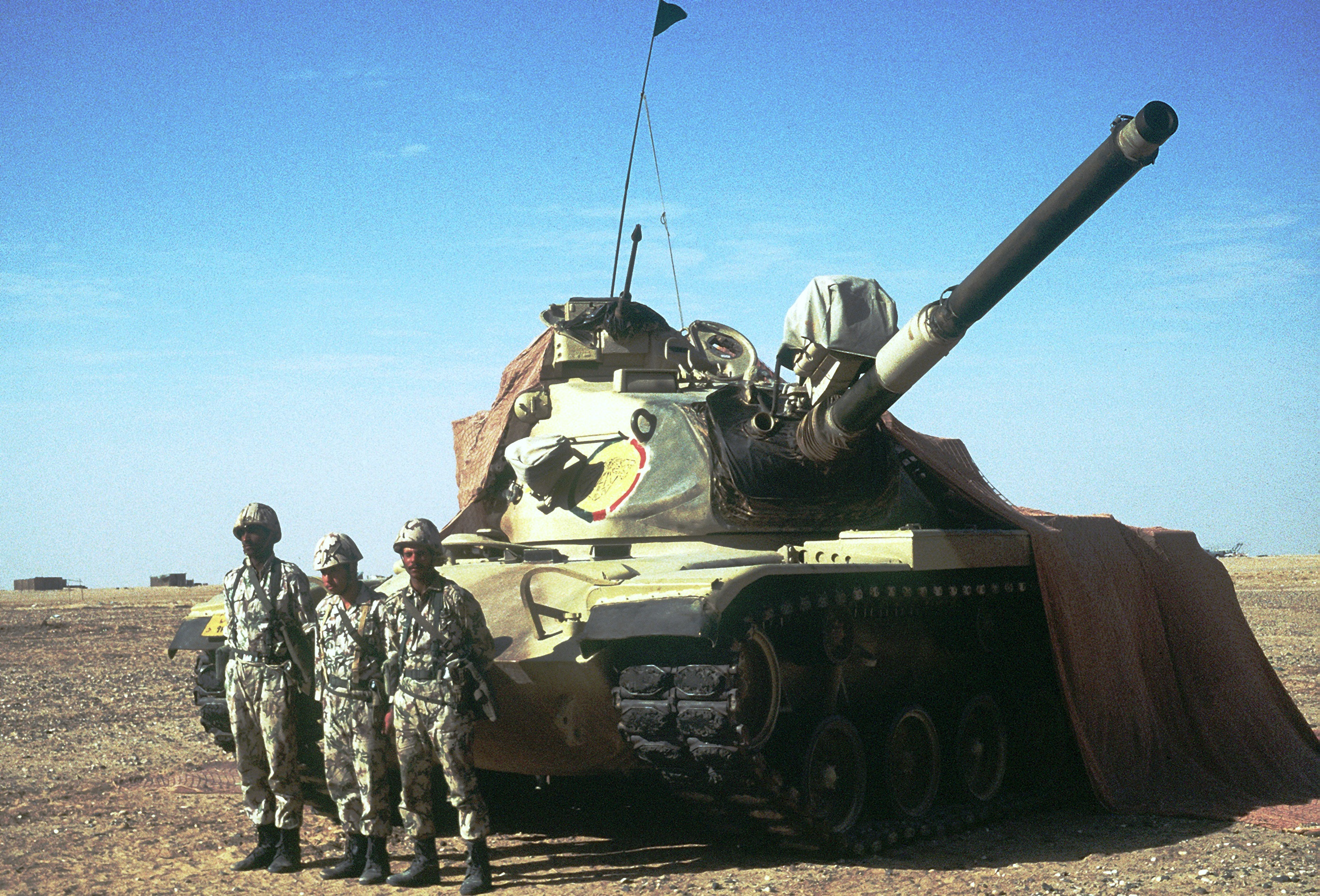